# My Name (serial telewizyjny)
My Name (kor. 마이 네임 Mai Neim) – południowokoreański serial telewizyjny w reżyserii Kim Jin-min. Główne role odgrywają Han So-hee, Park Hee-soon oraz Ahn Bo-hyun. Serial opowiada o kobiecie, która dołącza do gangu, aby pomścić śmierć ojca, a następnie ukrywa się jako policjantka pod nowym nazwiskiem. Serial miał swoją premierę na platformie Netflix 15 października 2021 roku.

## Obsada
- Han So-hee jako Yoon Ji-woo / Oh Hye-jin – członkini gangu Dongcheon, która infiltruje siły policyjne jako Oh Hye-jin, szukając zemsty za zamordowanie ojca
- Park Hee-soon jako Choi Mu-jin – szef gangu Dongcheon
- Ahn Bo-hyun jako Jeon Pil-do – detektyw policyjnej jednostki narkotykowej
- Kim Sang-ho jako Cha Gi-ho – szef policyjnej jednostki narkotykowej, postanowił zlikwidować gang Dongcheon przed emeryturą
- Lee Hak-joo jako Jung Tae-ju – członek gangu Dongcheon, najbardziej zaufany człowiek Choi Mu-jina
- Chang Ryul jako Do Gang-jae – były członek gangu Dongcheon, wydalony za próbę zgwałcenia Yoon Ji-woo
- Yoon Kyung-ho jako Yoon Dong-hoon – ojciec Yoon Ji-woo
- Han Dong-kyu, jako Bae

## Odbiór
Od 26 października do 1 listopada 2021 serial zajmował 12. miejsce wśród najpopularniejszych seriali na IMDb. Według aktora Ahn Bo-hyuna, na popularność serialu mógł mieć wpływ sukces serialu „Squid Game” na tej samej platformie.